# Renate Wolf
Renate Wolf (* 13. Juli 1957 in Hamm) ist eine deutsche Handballtrainerin und ehemalige Handballspielerin. Ihre Spielposition war im Angriff am Kreis.

## Karriere
Renate Wolf begann ihre aktive Karriere 1975 bei Bayer 04 Leverkusen. Für ein Jahr wechselte sie dann zu Borussia Dortmund und kehrte danach wieder zu Leverkusen zurück. Mit dieser Mannschaft wurde sie dann achtmal Deutscher Meister und sechsmal DHB-Pokalsieger. 1990 ging Wolf zum Ligarivalen TV Lützellinden, wo sie 1990 das Double aus Meisterschaft und Pokalsieg gewann und 1991 den Europapokal der Landesmeister. Später wechselte sie für eine Saison nach Bremen TuS Walle Bremen und wechselte anschließend erneut zum BVB Borussia Dortmund, wo sie nach Beendigung ihrer Karriere zunächst als Managerin arbeitete. 1999 hatte sie ein kurzes Comeback, als sie im Alter von 42 Jahren für den Hamburger Regionalligisten Wandsbek 72 spielte.
Für die Nationalmannschaft bestritt Wolf 96 Länderspiele.
Von 1996 bis 2012 war Renate Wolf Trainerin von Bayer 04 Leverkusen. Nachdem sie anschließend nur noch Geschäftsführerin und Managerin dieser Mannschaft war, übernahm sie im August 2014 nach der überraschenden Trennung vom erst zu Saisonbeginn neu verpflichteten Trainer Khalid Khan erneut den Trainerposten. Nach der Saison 2017/18 beendete Wolf ihre Trainertätigkeit, um sich auf den Posten der Geschäftsführerin zu konzentrieren. Nachdem der Trainer Robert Nijdam im Dezember 2019 Bayer Leverkusen verlassen hatte, übernahm sie gemeinsam mit Michael Biegler und Andreas Thiel das Traineramt. 2020 gab das Trainergespann die Aufgabe weiter. Nachdem Wolf ab September 2022 mit Christopher Monz ein Geschäftsführungsgespann gebildet hatte, trat sie im November 2022 in den Ruhestand.

## Erfolge

### Als Spielerin
- Deutscher Meister 1979, 1980, 1982, 1983, 1984, 1985, 1986 und 1987 mit Bayer 04 Leverkusen
- Deutscher Meister 1990 mit dem TV Lützellinden
- DHB-Pokalsieger 1980, 1982, 1983, 1984, 1985 und 1987 mit Bayer 04 Leverkusen
- DHB-Pokalsieger 1990 mit dem TV Lützellinden
- Europapokalsieger der Landesmeister 1991 mit dem TV Lützellinden
- Vize-Europapokalsieger der Landesmeister  1992 mit dem TV Lützellinden
- DHB-Pokalsieger 1993 mit TuS Walle Bremen

### Als Trainerin
- DHB-Pokal 2002, 2010
- EHF Challenge Cup 2005
- Deutscher Vizemeister 2006, 2007 und 2009

## Privates
Die Diplom-Sportlehrerin war mit Jutta Ehrmann, Leiterin des Schiedsrichterwesen beim Deutschen Handballbund und ehemalige Handballschiedsrichterin, verheiratet. Wolf erklärte 2022, dass ihre sexuelle Orientierung zu Nachteilen in ihrer Karriere als Spielerin und Trainerin geführt habe.
Seit 2012 ist Wolf Botschafterin für die Aktion „Handball hilft“. Durch Benefizaktionen von „Handball hilft“ sammelt Sportlerinnen und Sportler aus Handball-Verbänden mit Unterstützung von deren Partnern regelmäßig Geld zur Unterstützung der Deutschen Krebshilfe.